# Epilobium pedicellare
Epilobium pedicellare är en dunörtsväxtart som beskrevs av Presl. Epilobium pedicellare ingår i släktet dunörter, och familjen dunörtsväxter. Inga underarter finns listade i Catalogue of Life.